# Whitehall
Whitehall es una calle y zona de la Ciudad de Westminster, Londres, Reino Unido, que forma el primer tramo de la carretera A3212, que conduce desde Trafalgar Square hacia Chelsea. Es la arteria principal que discurre al sur desde Trafalgar Square hasta Parliament Square. La calle es considerada el centro del Gobierno del Reino Unido y en ella se encuentran numerosos departamentos y ministerios, incluido el Ministerio de Defensa, el edificio de Horse Guards y la Cabinet Office. Como consecuencia, el nombre Whitehall se usa con frecuencia como metonimia del servicio civil y el gobierno británicos, además de como nombre geográfico de la zona que rodea la calle.
El nombre procede del Palacio de Whitehall, que fue la residencia de los reyes de Inglaterra desde Enrique VIII hasta Guillermo III, antes de su destrucción en un incendio en 1698. En la actualidad, de este palacio solo se conserva la Banqueting House. Whitehall era originalmente una avenida que conducía a la fachada del palacio; su prolongación hacia el sur fue ensanchada en el siglo xviii tras la destrucción del palacio.
Además de por sus edificios gubernamentales, la calle es conocida por sus estatuas y monumentos, entre los que se encuentra el memorial de guerra más importante del Reino Unido, el Cenotafio. El Whitehall Theatre, actuales Trafalgar Studios, ha sido popular por sus comedias de farsa desde mediados del siglo xx.

## Geografía y nombre
El nombre Whitehall fue usado para designar varios edificios en el período Tudor. Se refería a un edificio construido con piedra ligera, o como término general para cualquier edificio festivo. Entre estos se encontraba el Palacio de Whitehall, que dio su nombre a la calle.
La calle tiene unos 600 m de longitud y atraviesa la Ciudad de Westminster. Forma parte de la carretera A3212, que conduce desde el centro de Londres hacia Chelsea pasando por el Palacio de Westminster y el Puente de Vauxhall. La calle empieza en Trafalgar Square y se dirige hacia el sur, pasando junto a numerosos edificios gubernamentales, tanto antiguos como modernos, incluido el antiguo edificio de la War Office, Horse Guards, el Ministerio de Defensa, la Cabinet Office y el Departamento de Salud. El norte de la calle constituye los terrenos del ya inexistente Almirantazgo, con edificios como el Edificio Ripley y la Admiralty House. La calle termina en el Cenotafio, y su prolongación se llama Parliament Street. Al este de Whitehall se desvían Great Scotland Yard y Horse Guards Avenue, mientras que Downing Street se desvía hacia el oeste en la sección sur de la calle.
Las estaciones más cercanas del Metro de Londres son Charing Cross, en su extremo norte, y Westminster, en el sur. Numerosas rutas de autobús pasan por Whitehall, incluidas la 12, 24, 88, 159 y 453.

## Historia

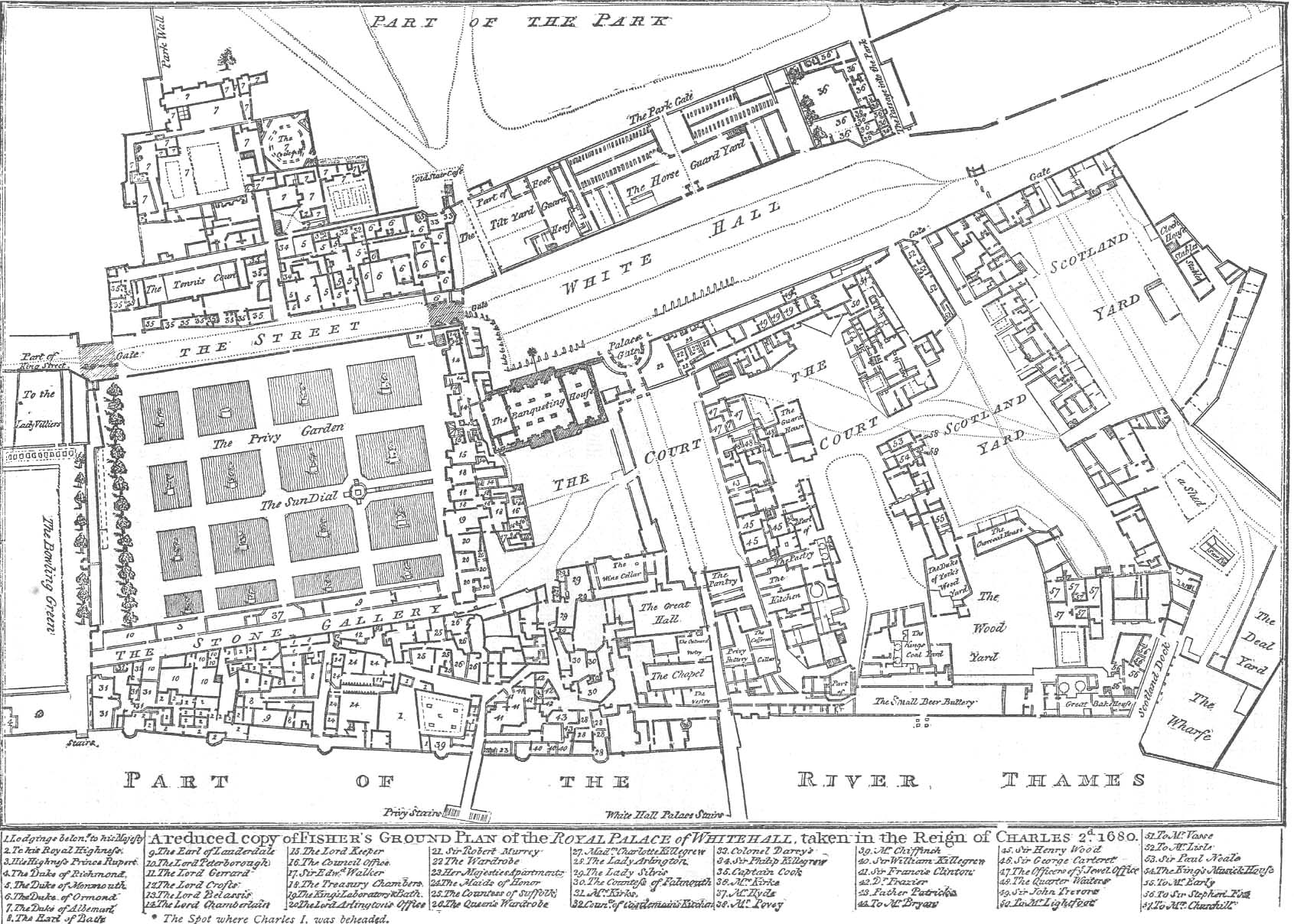
Mapa de Whitehall en 1680, que muestra el Palacio de Whitehall y Scotland Yard. Al oeste de la Puerta Holbein, la calle era conocida como The Street.

Desde la Edad Media ha habido una ruta que conectaba Charing Cross con Westminster. El historiador del siglo xii William Fitzstephen la describió como «un suburbio continuo, mezclado con jardines grandes y bonitos y huertos que pertenecen a los ciudadanos». Originalmente el nombre Whitehall designaba únicamente la sección entre Charing Cross y la Puerta Holbein; pasada esta puerta la calle era conocida como The Street hasta la Puerta de King Street, y posteriormente King Street. En el siglo xvi se había convertido en una calle residencial, y en el xvii era un lugar popular para vivir, y entre sus residentes se encontraban Lord Howard de Effingham y Edmund Spenser.
El Palacio de Whitehall, situado al este de la calle, se llamaba originalmente Palacio de York, pero fue renombrado durante el reinado de Enrique VIII. El palacio fue rediseñado entre 1531 y 1532 y posteriormente, en esa misma década, se convirtió en la residencia principal del rey, que se casó allí con Ana Bolena en 1533 y con Juana Seymour en 1536, y murió en él en 1547. Carlos I poseía una extensa colección de arte en el palacio y en él se estrenaron varias obras de Shakespeare. Dejó de ser una residencia real a partir de 1689, cuando Guillermo III se trasladó al Palacio de Kensington. En 1691 fue dañado por un incendio, tras lo cual la entrada principal fue rediseñada por Christopher Wren. En 1698, la mayor parte del palacio quedó reducida a cenizas tras un incendio prendido accidentalmente por una lavandera descuidada.
En 1572, William Knollys, primer conde de Banbury, construyó la Wallingford House a lo largo del lado occidental de Whitehall. Posteriormente fue usada por Carlos I, y durante el reinado de Guillermo III fue comprada por el Almirantazgo. Los antiguos edificios del Almirantazgo se encuentran actualmente en la parcela de la casa.

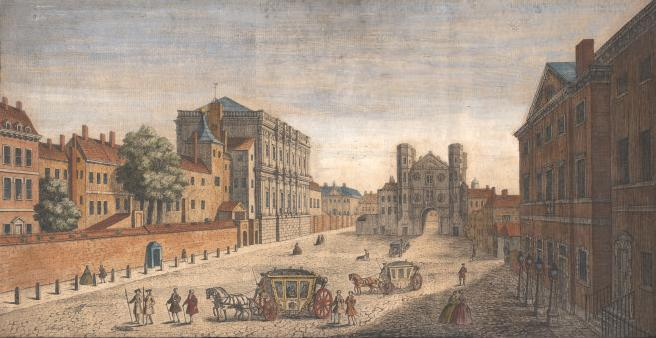
Whitehall, mirando hacia el sur en 1740: a la izquierda, la Banqueting House (1622), de Inigo Jones; a la derecha, los edificios del Tesoro (1733–1737), de William Kent; y en el centro, la Puerta Holbein (1532), demolida en 1759.

La Banqueting House fue construida en 1622 por Inigo Jones como una ampliación del Palacio de Whitehall. Actualmente, es la única parte que se conserva del palacio tras su destrucción en un incendio, y fue el primer edificio renacentista de Londres. Posteriormente fue transformado en un museo del Royal United Services Institute y ha estado abierto al público desde 1963.
Oliver Cromwell se trasladó a la calle en 1647, fijando su residencia en la Wallingford House. Dos años más tarde, Carlos I fue llevado por Whitehall a su juicio en el Westminster Hall. Whitehall era entonces una calle ancha y tenía suficiente espacio para que se erigiera un cadalso para la ejecución del rey junto a la Banqueting House, donde pronunció un breve discurso antes de ser decapitado. Cromwell murió en el Palacio de Whitehall en 1658.
Durante la gran peste de Londres, en 1665, las personas se agolpaban en Whitehall, entonces en el límite del Londres urbano, para subir a los carruajes en un intento por escapar. El rey y la corte se trasladaron temporalmente a Oxford para evitar la peste, mientras que Samuel Pepys escribió en su diario el 29 de junio: «Por agua a Whitehall, donde la corte está llena de carros y personas listas para salir de la ciudad. Este extremo de la ciudad cada día está peor con la peste».
En el siglo xviii, el tráfico tenía dificultades en las estrechas calles al sur de la Puerta Holbein, lo que hizo que en 1723 se demoliera la Puerta de King Street. Por su parte, la Puerta Holbein fue demolida en 1759. En esa misma época, Parliament Street era una calle lateral situada al costado del palacio, que conducía al Palacio de Westminster. Tras la destrucción del Palacio de Whitehall, Parliament Street fue ensanchada para que su anchura coincidiera con la de Whitehall. El aspecto actual de la calle data de 1899, después de que se demolieran un grupo de casas entre Downing Street y Great George Street.

## Edificios gubernamentales

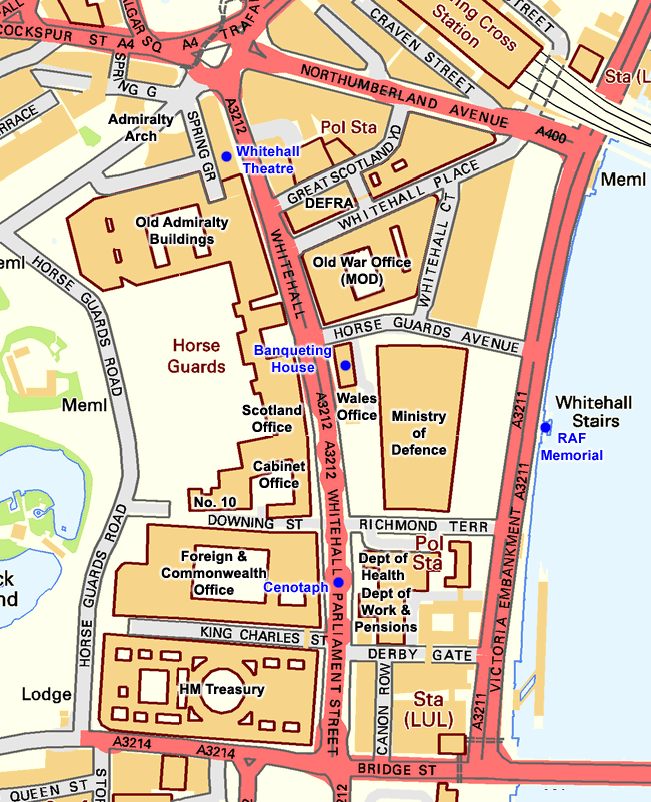
Mapa de Whitehall y las calles de los alrededores, que muestra los edificios gubernamentales.

En la época en la que se destruyó el palacio, la separación entre la Corona y el Estado se había convertido en un aspecto importante, y la existencia del Parlamento era necesaria para controlar las necesidades militares y aprobar las leyes. El gobierno quería estar a una cierta distancia del monarca, y los edificios que rodeaban Whitehall, separados físicamente del Palacio de St. James por el St. James's Park, parecían un buen lugar para albergar a los diferentes ministerios.
El edificio de los Horse Guards fue diseñado por William Kent y construido en la década de 1750 en un antiguo lugar de celebración de justas, sustituyendo a un edificio anterior construido durante la guerra civil inglesa. El edificio tiene un arco para el tráfico de carruajes y dos arcos peatonales que comunican Whitehall con Horse Guards Parade. El arco central está marcado con las siglas «SMF» y «StMW», y constituye el límite entre las parroquias de las iglesias de St Martin-in-the-Fields y St Margaret's.
Durante el siglo xix, a medida que expiraron los arrendamientos privados de los edificios residenciales, la propiedad revirtió a la Corona, que empezó a usarlos como oficinas públicas. Actualmente, el nombre Whitehall se usa con frecuencia como metonimia para referirse a la parte de la función pública implicada en el Gobierno del Reino Unido. La parte central de la calle está dominada por edificios militares, incluido el Ministerio de Defensa, las antiguas sedes del Ejército Británico y la Marina Real, el Royal United Services Institute, el edificio de Horse Guards y el Almirantazgo. Entre los edificios gubernamentales de Whitehall, de norte a sur, se encuentran los antiguos edificios del Almirantazgo; el Ministerio de Desarrollo Internacional, en el n.º 22; el Ministerio de Energía y Cambio Climático, en el n.º 55; la antigua War Office; la Office of the Parliamentary Counsel, en el n.º 36; el edificio de los Horse Guards; el edificio principal del Ministerio de Defensa; la Dover House, que alberga la Scotland Office; la Gwydyr House, que alberga la Wales Office; la Cabinet Office, en el n.º 70; el Ministerio de Relaciones Exteriores y de la Commonwealth; y las Government Offices Great George Street, que albergan las sedes de HM Treasury, HM Revenue and Customs y parte de la Cabinet Office.

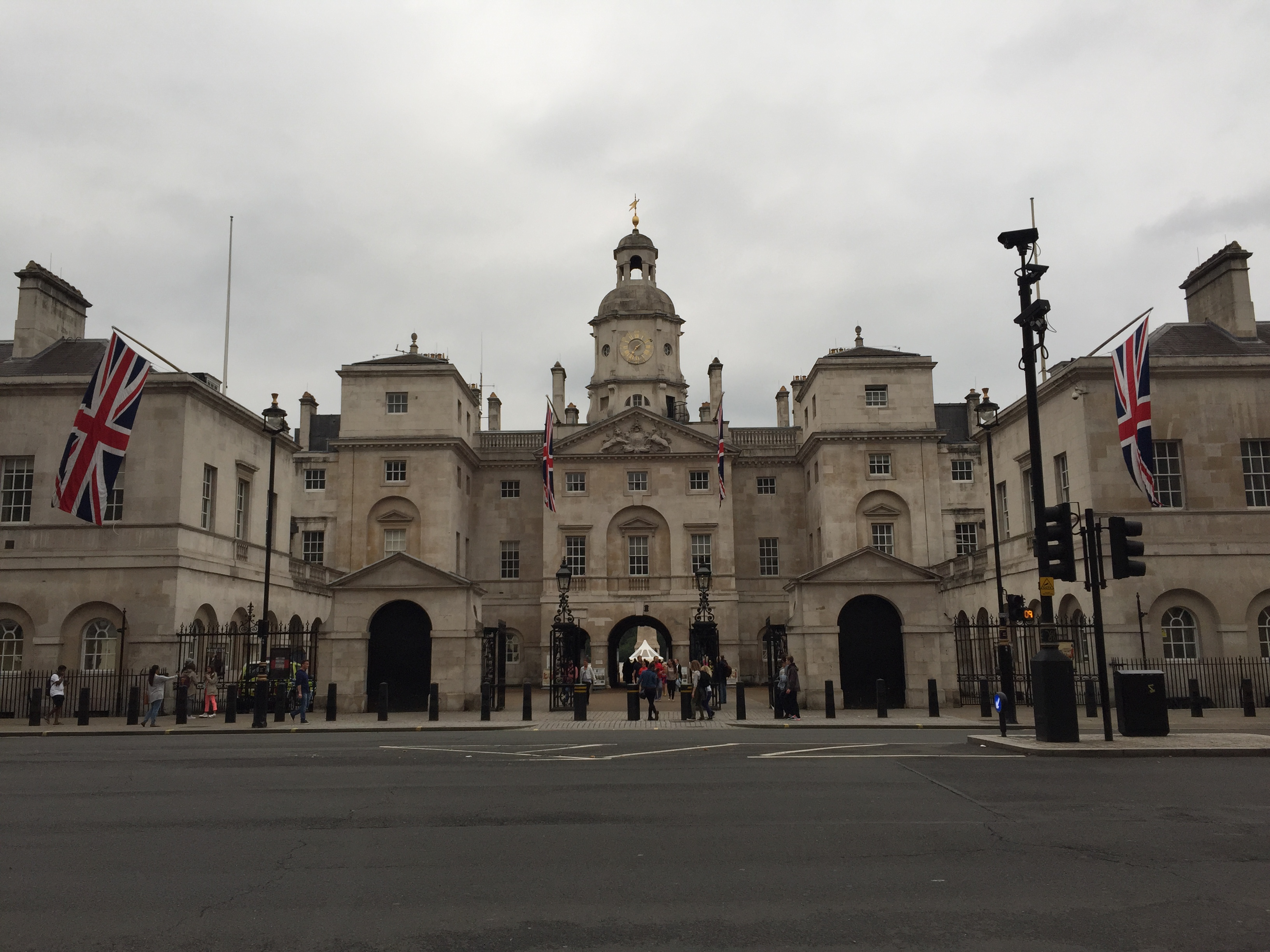
Vista del edificio de los Horse Guards desde Whitehall, que muestra los tres arcos que la conectan con Horse Guards Parade.

Scotland Yard, la sede de la Policía Metropolitana de Londres, se encontraba originalmente en Great Scotland Yard, una calle que se desvía del extremo noreste de Whitehall. Estos edificios, situados en parte de los terrenos del antiguo Palacio de Whitehall, habían servido de alojamiento para los reyes de Escocia. En el siglo xix, Little Scotland Yard y Middle Scotland Yard se fusionaron, formando Whitehall Place, dejando solo a Great Scotland Yard. El n.º 4 de Whitehall Place se había quedado vacante en la década de 1820, lo que permitió a Sir Robert Peel usarlo como sede principal cuando en 1829 fundó la policía. Oficialmente se llamaba Metropolitan Police Office, pero rápidamente pasó a ser conocida como Great Scotland Yard, y posteriormente Scotland Yard. Los edificios fueron dañados en una serie de atentados de los nacionalistas irlandeses en 1883, y la explosión causada el 30 de mayo de 1884 por un atentado terrorista feniano dejó un agujero en la fachada de Scotland Yard y destruyó el pub adyacente, Rising Sun. La sede fue trasladada fuera de Whitehall en 1890.
Downing Street se desvía de Whitehall en su extremo suroeste, justo al norte de Parliament Street. Debe su nombre a Sir George Downing, que en torno a 1680 construyó una hilera de casas en la calle, hacia el oeste de Whitehall. Tras varios atentados terroristas, la calle fue cerrada al público en 1990, cuando se erigieron puertas de seguridad en ambos extremos. El 7 de febrero de 1991, el IRA Provisional disparó con un mortero desde una camioneta aparcada en Whitehall hacia el 10 de Downing Street, la residencia oficial del primer ministro del Reino Unido, y uno de los proyectiles explotó en los jardines.
Se han adoptado medidas adicionales de seguridad en Whitehall para proteger a los edificios gubernamentales, como parte de un proyecto paisajista emprendido por el Westminster City Council con un coste de 25 millones de libras. El proyecto ha proporcionado unas aceras más anchas y una mejor iluminación, junto con la instalación de cientos de barreras de seguridad de acero y hormigón.
La Richmond House, en el n.º 79, ha albergado el Departamento de Salud desde 1987. Está previsto que este edificio albergue una cámara temporal de debates a partir de 2020, mientras el Palacio de Westminster es sometido a una restauración y modernización con un coste de 7000 millones de libras.

## Memoriales

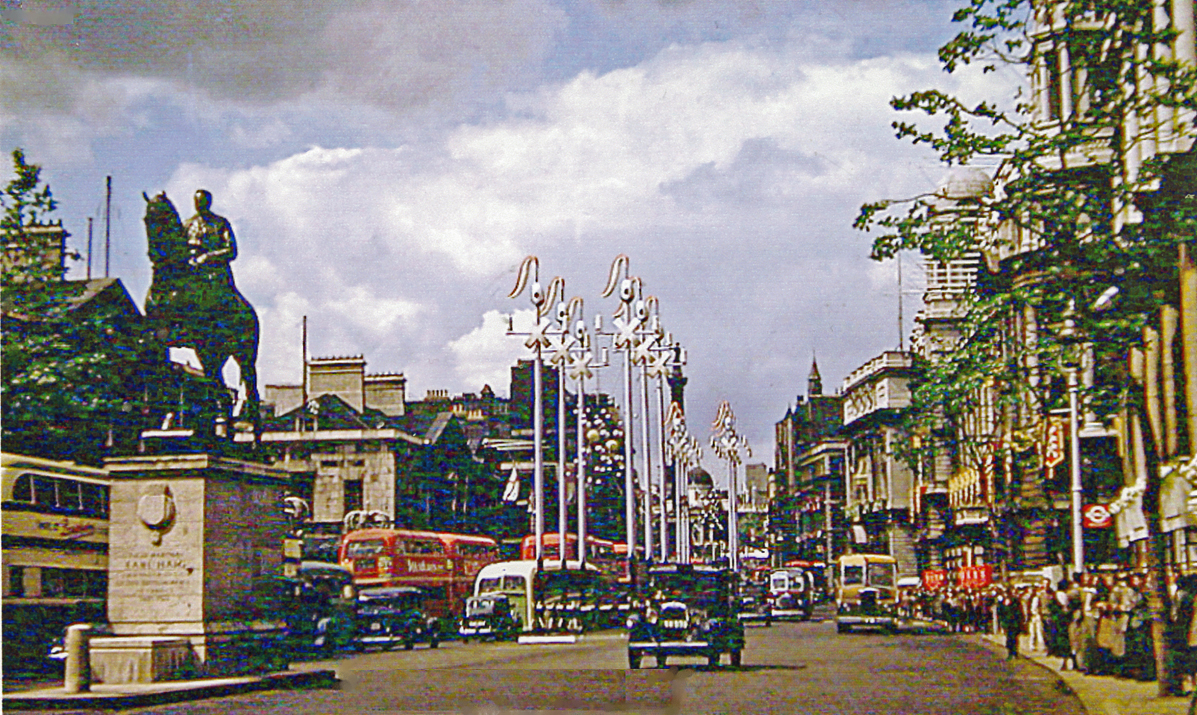
Whitehall mirando hacia el norte en 1953, con el monumento al conde de Haig en el centro de la calzada.

En Whitehall y sus alrededores se han construido varias estatuas y memoriales en conmemoración de victorias y líderes militares. El Cenotafio fue diseñado por Sir Edwin Lutyens y erigido en su extremo sur en 1919, en conmemoración de la victoria en la Primera Guerra Mundial, y posteriormente usado como memorial de las dos guerras mundiales. Es el memorial de guerra más importante del Reino Unido y allí se realiza un servicio anual cada Remembrance Sunday, dirigido por el monarca reinante y los principales líderes políticos. En 2005 se erigió un Monumento a las Mujeres de la Segunda Guerra Mundial a poca distancia al norte del Cenotafio, en el centro de la calzada de Whitehall.
El Royal Tank Regiment Memorial está en el extremo noreste de Whitehall, donde Whitehall Court se encuentra con Whitehall Place. Erigido en 2000, conmemora el uso de tanques en las dos guerras mundiales y representa a cinco miembros de la tripulación de un tanque de la Segunda Guerra Mundial. El Gurkha Memorial está al sur de este memorial, en Horse Guards Avenue, al este de Whitehall.
Whitehall también alberga otros seis monumentos. De norte a sur, son de Jorge, duque de Cambridge, comandante en jefe del Ejército británico; Spencer Cavendish, octavo duque de Devonshire, líder de los partidos Liberal, Liberal Unionista y Conservador; Douglas Haig, primer conde de Haig; el mariscal de campo Bernard Montgomery; William Slim, primer vizconde Slim, comandante del Decimocuarto Ejército y gobernador general de Australia; y Alan Brooke, primer vizconde Alanbrooke, Jefe del Estado Mayor Imperial.

## Cultura

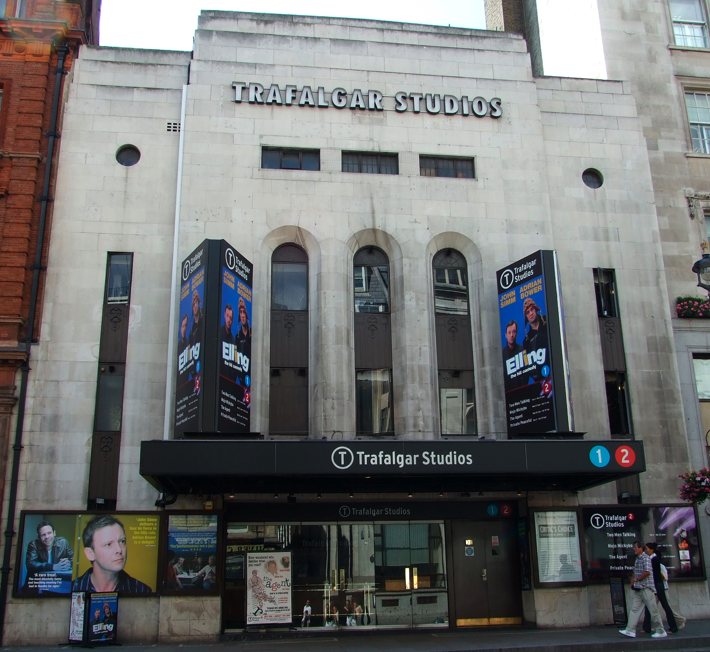
El Whitehall Theatre, actuales Trafalgar Studios, fue inaugurado en 1930 y es un monumento clasificado de grado II.

En 1930 se inauguró el Whitehall Theatre en el extremo noroeste de la calle, en una parcela que había albergado previamente la taberna Ye Old Ship en el siglo xvii. En 1942 abrió sus puertas la revista Whitehall Follies, que generó controversia por su contenido explícito, con la stripper y actriz Phyllis Dixey. El teatro se hizo conocido por sus farsas, reviviendo una tradición que había empezado en Whitehall con los bufones de la corte en el palacio durante el siglo xvi. Entre estas se encontraban varias obras del actor-director Brian Rix de las décadas de 1950 y 1960, y la satírica Anyone for Denis (1981), escrita por John Wells y Richard Ingrams, editor de la revista Private Eye. El teatro fue declarado monumento clasificado de grado II en 1996 y renombrado Trafalgar Studios en 2004.
Debido a su importancia como centro del gobierno británico, varias comedias políticas británicas han sido ambientadas en Whitehall y sus alrededores, entre ellas Sí ministro y The Thick of It de la BBC.
Whitehall es una de las tres casillas moradas del tablero británico del Monopoly, junto con Pall Mall y Northumberland Avenue. Estas tres calles convergen en Trafalgar Square.